# Scaevola parviflora
Scaevola parviflora är en tvåhjärtbladig växtart som beskrevs av Kurt Krause. Scaevola parviflora ingår i släktet Scaevola och familjen Goodeniaceae. Inga underarter finns listade i Catalogue of Life.